# Língua padoe
Padoe é uma língua austronésia do ramo das línguas celebes. Era tradicionalmente falado nas planícies onduladas ao sul do Lago Matano, na província das Celebes do Sul. Na década de 1950, uma parte da população de língua Padoe fugiu para a Celebes central para escapar da devastação da revolta pró-islâmica de Darul Islam (Indonésia) (Tentara Islam - DI / TII).  m 1991, estimava-se que havia  mil falantes de Padoe em todas as localidades.

## Classificação
Padoe é classificada como membro do grupo de línguas Bungku-Tolaki e compartilha suas afinidades mais próximas com a Língua mori bawah. A língua padoe às vezes é incluída junto com Mori Atas e Mori-awah sob o termo mais amplo ' Mori.'